# キガ語
キガ語 (Rukiga、Ruchiga、Kiga、Chiga)はキガ族の人々の母語である。
キガ語はニャンコレ語と非常に類似性ある言語である(語彙の類似性は84%–94%)。 Charles Taylorは、同じ言語のニャンコレ語＝キガ語のそれぞれ方言であると論じた。.
他のバントゥー語群の言語と同様に、キガ語は接頭辞により、いずれかの名詞クラスに分類される。
名詞クラスの例：
- mu - 人（単数形）、 e.g. omukiga = キゲジ地方の住民
- ru - 言語、 e.g. Rukiga = キガ語
- ba - 民族、 e.g. Bakiga = キガ族
- ki - 慣習や伝統、 e.g. kikiga、(Kichigaと綴ることも)、キガ族共通の宗教的伝統を示す。

接頭辞の関係により分類するという言語的な規則に無理解な人々により、キガ族（Bakiga）は"Chiga"と呼ばれる。
文字"l" (軟口蓋歯茎側面接近音)で表現される音素はキガ語には存在せず、文字"r"が代わりに使用される。

## 言語名別称
- チガ語
- Chiga
- Ciga
- Kiga
- Nkore-Kiga
- Oluchiga
- Orukiga
- Rukiga
- Runyankore-Rukiga
- Ruchiga